# Dreikursova teorie čtyř cílů nevhodného chování
Rudolf Dreikurs (1897 - 1972) byl psychiatr a vychovatel rakouského původu. Rozvíjel myšlenky Alfreda Adlera a jeho individuální psychologie. Popularizaci a lepšímu pochopení individuální psychologie pro praxi přispěl především vytvořením konkrétních metod, jak pracovat s obtížně zvladatelnými dětmi ve smyslu pravidel a poznatků individuální psychologie. Tzv. teorie čtyř cílů nevhodného chování je založena na kooperativním přístupu dítěte a dospělého (učitele, rodiče, apod.) bez použití odměn a trestů.

## Východiska teorie
Teorie vychází z principů a myšlenek individuální psychologie, jejímž zakladatelem byl Alfred Adler. Tudíž i její východiska zrcadlí základní principy individuální psychologie, avšak se zaměřením na výchovu dětí v praxi. Dreikursova teorie čtyř cílů nevhodného chování je tedy založeno především na následujících premisách:
- chování je výsledek našich individuálních potřeb
- chování a volby jsou výsledkem našich vlastních interpretací našeho světa
- všechny bytosti mají potřebu někam patřit a být přijímány („někdo mě má rád, někdo mi rozumí, někomu na mě záleží“)
- respekt k ostatním a přijímání jejich odlišností[2]

Hlavní myšlenkou a základem teorie je poznatek, že za projevy dětí je třeba při jejich výchově vidět především cíl, kterého chtějí svým chováním dosáhnout. Děti mají konkrétní motivaci k určitému chování, přestože si jí ne vždy musí být vědomy. Základní potřebou dítěte i každého člověka je pak fungovat ve skupině a se skupinou s cílem cítit se oceňovaný a důležitý. Pokud se dítě domnívá, že se mu nedaří vhodným způsobem získat své místo ve skupině, bude se snažit uspokojit psychologickou potřebu náležet jakýmkoli jiným způsobem, i za cenu toho, že bude jeho chování negativně hodnoceno. Z tohoto důvodu se může stát, že dítě investuje velkou část energie do negativního chování, neboť se mylně domnívá, že si tím získá status a přijetí ve skupině.

## Čtyři cíle nevhodného chování
Na základě premisy, že každé chování dítěte má určitý cíl a dítě k němu má konkrétní motivaci pak Rudolf Dreikurs rozlišil 4 cíle, kterých dítě svým chováním chce dosáhnout, aby získalo pocit, že náleží do skupiny a je respektováno. Jedná se o cíl získat pozornost, pomstu, moc nebo se vyhnout neúspěchu.
- Pozornost – dítě někam patří pouze tehdy, když si ho někdo všímá nebo mu někdo slouží. Mylné přesvědčení dítěte: „Pocit příslušnosti mám jen tehdy, když si mě lidé všímají.“
- Moc – dítě někam patří pouze tehdy, když poroučí, je pánem, dokáže-li, že nikdo nebude rozkazovat a poroučet mu. Mylné přesvědčení dítěte: „Součástí skupiny jsem jen pokud se sám rozhoduji, jsem silný a dokážu se vzepřít autoritě.“
- Pomsta – dítě někam patří pouze v případě, když ubližuje a má právo ubližovat a pomstít se jiným. Mylné přesvědčení dítěte: „Když mě ostatní zraňují, mám právo jim to vracet.“
- Vyhnout se neúspěchu - svůj boj o nalezení místa ve společnosti prohrálo; přesvědčení dítěte, že by úspěchu stejně nedosáhlo; někam patří pouze v tom případě, jestliže přesvědčí ostatní, že od něho nemají nic očekávat. Mylné přesvědčení dítěte: „Jsem neschopný a bezmocný.“[1][4]

## Strategie řešení nevhodného chování
Rudolf Dreikurs s ohledem na stanovení cílů nevhodného chování navrhl i možné strategie řešení, které by měly pomoci nevhodné chování dětí lépe zvládnout a ukázat jim, že mohou být součástí společenství a mohou být respektováni i ve chvíli, kdy se nebudou chovat nevhodně. Pravidla pro jednotlivé typy chování zní následovně.
Typ chování: upoutávání pozornosti
1. Nepodlehněte pokušení žáka přemlouvat, nutit nebo reagovat nepřiměřeně.
2. Stanovte, jakým způsobem budete žákovi věnovat pozornost.
3. Podporujte kladné chování.

Typ chování: Boj o moc
1. Nevyhrocujte konflikt.
2. Ponechte žákům určitou svobodu rozhodování.
3. Naučte žáky, jak mají správně usilovat o získání autority a jak mohou s mocí konstruktivně nakládat.
4. Při hodině žákům poskytujte smysluplným způsobem prostor k aktivitě.

Typ chování: Snaha pomstít se
1. Nedávejte najevo, že vás žákovo jednání zraňuje.
2. Projevte zájem o žáka.
3. Buďte vstřícní a věřte svým žákům.

Typ chování: Usilování o soucit
1. Zadávejte úkoly na takovém stupni obtížnosti, která je pro žáka odpovídající.
2. Nelitujte, nesympatizujte, nekritizujte.
3. Povzbuzujte u žáka veškeré pozitivní snahy.
4. Nebuďte hrubí, buďte však pevní ve svém očekávání.[3][4]